# Messerschmitt Me.262

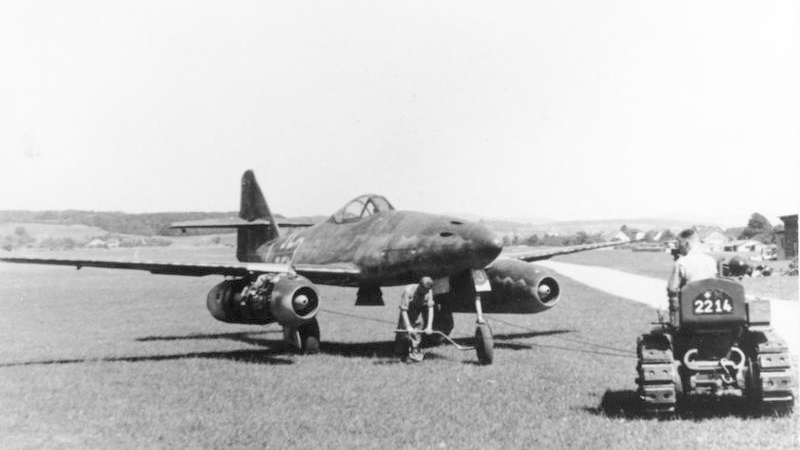
Истребитель Ме.262, 1944 год

Мессершми́тт Me.262 (нем. Messerschmitt Me.262 «Schwalbe» — «ласточка») — немецкий дозвуковой турбореактивный истребитель нулевого поколения времён Второй мировой войны.
Стал вторым серийным турбореактивным самолётом в мире после Bell P-59 Airacomet и первым, участвовавшим в боевых действиях.
Проект первого реактивного самолёта получил обозначение «Ме-262». Прототип «Ме-262(V3)», приводимый в движение только реактивными двигателями, впервые поднялся в воздух 18 июля 1942 года. Боевое подразделение люфтваффе, укомплектованное Ме-262, начало свою боевую службу 3 октября 1944 года. Серийная постройка самолёта Ме-262 началась летом 1944 года. Для запуска двигателей применялся бензин. В носовой части фюзеляжа Ме-262 были расположены 4 пушки MK-108 калибром 30 мм. Максимальная скорость модификации Ме-262А-1 составила, по немецким данным, 875 км/ч. Ме-262 выпускался в вариантах истребителя, ночного перехватчика, бомбардировщика и разведчика.

## История создания
В октябре 1938 года по заданию Рейхсминистерства авиации на фирме Мессершмитта под руководством Вольдемара Фойгта было начато проектирование экспериментального самолёта для лётных испытаний турбореактивных двигателей P3302 фирмы BMW с тягой 600 кг. Эти двигатели компания BMW обязалась поставить до конца 1939 года. Самолёт имел обозначение P-1065.
Независимо от этого, аналогичные работы велись и на фирме «Хейнкель». Однако, в будущем, созданный там истребитель He.280 с двумя турбореактивными двигателями HeS-8A не смог выдержать конкуренции с «Мессершмиттом», и 27 марта 1943 года работы по нему были прекращены.
Что касается экспериментального самолёта Me.262, то разработчики сразу заложили в его конструкцию возможность доработки до серийного боевого истребителя.

### 1941 год
Планер нового «Мессершмитта» был собран весной 1941 года. Однако изготовление пригодных для испытаний турбореактивных двигателей P3302 (к этому времени они уже получили официальное обозначение BMW-003) задерживалось. Было принято решение, не ожидая их поставки, начать испытания самолёта с одним обычным, поршневым, двигателем Юнкерса Jumo-210G, установленным в носовой части фюзеляжа. Первый полёт Me.262 с таким двигателем был совершён 18 апреля 1941 года. Самолётом управлял флюг-капитан Фриц Вендель.
В середине ноября 1941 года на завод фирмы «Мессершмитт» поступили пригодные для установки двигатели BMW-003, а ещё через четыре месяца, 25 марта 1942 года, по завершении статических испытаний, Me.262 совершил свой первый полёт с ними. В этом полёте из-за поломок лопаток компрессора оба двигателя загорелись и отказали, но, благодаря предусмотрительно не демонтированному поршневому двигателю, самолёт удалось спасти.
Разработанные для самолёта двигатели оказались ненадёжными. Кроме того, их тяга — 800 кг — была явно недостаточной для истребителя. В связи с этим, хоть двигатель BMW-003 и был практически полностью перепроектирован (новый вариант получил обозначение BMW-003A), было решено от него отказаться в пользу Jumo-004 с тягой 1050 кг. Первый полёт с новыми двигателями состоялся 18 июля 1942 года.

### Результаты 1942 года
По многим характеристикам новая машина превосходила традиционные самолёты. Её скорость — более 800 км/ч — на 150—300 км/ч превышала скорость самых быстрых истребителей и бомбардировщиков. Скороподъёмность нового истребителя также была вне конкуренции. Более того, он был способен совершать вертикальный набор высоты, чего не мог делать ни один самолёт противника. В управлении машина была значительно легче, чем массовый «Мессершмитт» Bf.109. Me.262 уступал традиционным самолётам в радиусе виража и в разгонных характеристиках. Зато он дольше удерживал высокую скорость разворота, имел очень высокую скорость пикирования. Вместо высокооктанового (по меркам того времени) авиационного бензина, который становилось всё труднее получать, самолёт использовал более простое в получении топливо — J-2 (тяжёлый керосин) и К1 (дизельное топливо); бензин марки B4 использовался лишь как топливо для двухтактного стартера и в самих турбореактивных двигателях для их запуска.
При всём этом командование Люфтваффе посчитало запуск в серию принципиально нового, ещё с «детскими болезнями», самолёта делом неоправданным и слишком рискованным. К тому же в то время со своими задачами неплохо справлялись выпускавшиеся огромными сериями истребители «Мессершмитт» Bf.109 и «Фокке-Вульф» Fw.190. Цена Me.262 была более чем в пять раз выше, чем у Bf.109. Тем не менее, отказываться от нового самолёта Люфтваффе не собиралось. Летом 1942 года было заказано 15 машин, и ещё столько же — в декабре. Но, так как проект Me.262 в то время не имел приоритетного статуса, работы по нему шли неспешно.

### 1943—1945 гг.
Ситуация изменилась в 1943 году. Германия стала терять преимущество как в качественном, так и в количественном плане, господство в воздухе уже было потеряно. На этом фоне нарастала интенсивность стратегических бомбардировок территории рейха. Вермахт потерпел крупные поражения на Восточном фронте и в Африке. Ожидалась высадка англо-американских войск во Франции.
Высшее командование с подачи фюрера вновь заинтересовалось Me.262. Однако теперь Гитлер увидел в этом самолёте не истребитель, а скоростной тактический бомбардировщик («блиц-бомбардировщик»), способный, несмотря на мощное противодействие истребительной авиации, сорвать предстоящее вторжение в первой, самой слабой фазе. Гитлер обосновывал свой выбор тем, что в условиях господства авиации противника, обычные (низкоскоростные) бомбардировщики помешать вторжению не смогут. При этом Гитлер не рассматривал новый самолёт исключительно в модификации бомбардировщика, он многого от него ожидал и как от истребителя, но бомбардировщик требовался ему в первую очередь.

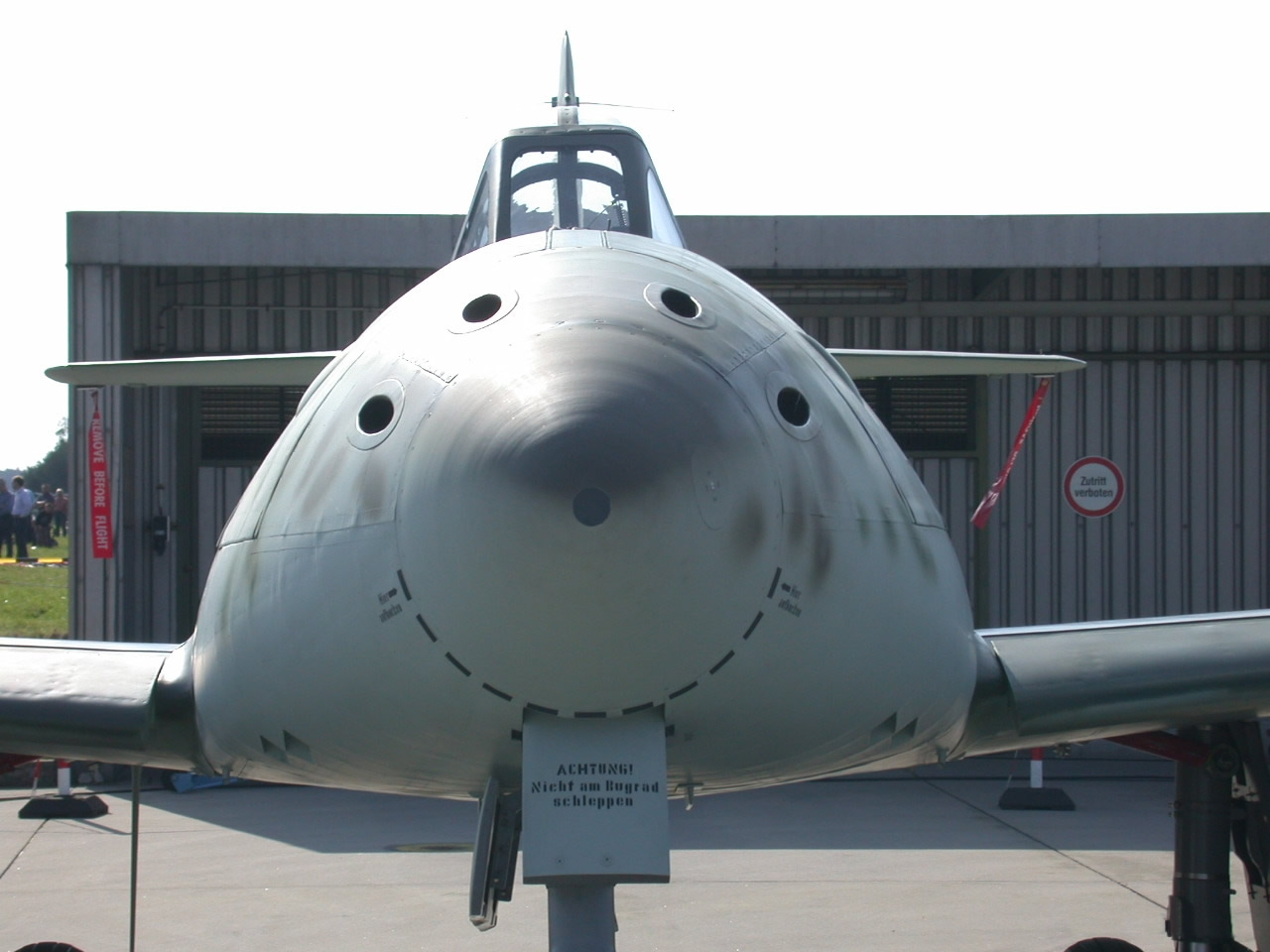
Носовая часть Me.262. Расположение четырёх 30-мм пушек MK 108.

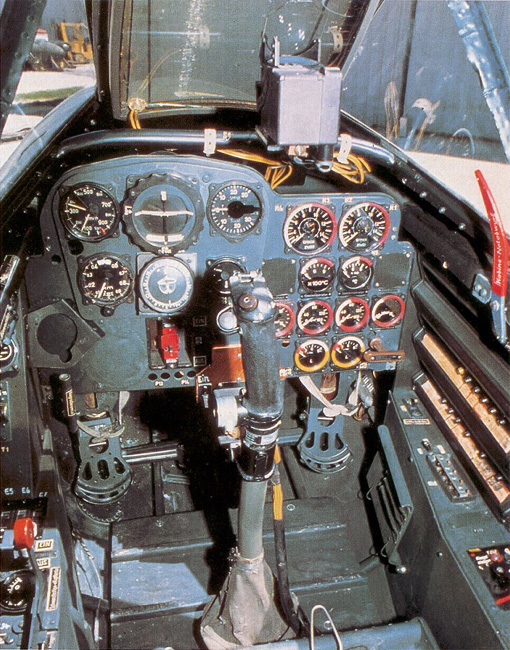
Кабина Me.262. Над приборной доской расположены 90-мм бронестекло в металлической обойме и коллиматорный прицел Revi-16B. Катапультируемое сидение пилота.

По мнению же и руководства люфтваффе, и разработчиков самолёта, эта идея была крайне неудачной. Во-первых, как показал ещё опыт Битвы за Англию, без превосходства в воздухе использование истребителя в качестве истребителя-бомбардировщика малоэффективно и чревато большими потерями. А вот Me.262 в качестве истребителя, при достаточном количестве самолётов и хорошем уровне подготовки пилотов, вполне мог это превосходство отвоевать. Во-вторых, этот самолёт, хоть и был способен нести бомбы на внешней подвеске, из-за конструктивных особенностей не мог быть оборудован бомбовым прицелом с нижним обзором, а следовательно, не мог осуществлять прицельное бомбометание с больши́х высот. Из-за опасности потери управления при превышении максимально допустимой скорости была невозможна атака с пикирования. «Работа» на малой высоте также была нежелательна, так как из-за значительного увеличения расхода топлива при этом существенно уменьшался радиус действия бомбардировщика. Да и Гитлер, для того, чтобы уменьшить шансы поражения самолёта зенитным огнём и его падения за линией фронта, личным приказом запретил полёты над вражеской территорией ниже 4000 метров. Кроме того, с тысячекилограммовым грузом бомб на внешней подвеске «блиц-бомбардировщик» уже не мог уйти от истребителей противника.
Однако фюрер никакие доводы во внимание не принимал и продолжал настаивать на своём. В этой ситуации решение Гитлера, воспринятое как абсурдное, командованием люфтваффе было проигнорировано. Разработчики также не предприняли никаких шагов для проектирования бомбардировщика. Программа производства и испытаний самолёта осталась без изменений. В ранее созданной экспериментальной эскадрилье Erprobungskommando 262 (Ekdo 262) шла отработка тактики. Начались испытания самолёта в ходе реальных боевых действий, направленных, в первую очередь, на борьбу с английскими разведчиками и бомбардировщиками «Москито», которые из-за своей высокой скорости, большой высоты полёта и манёвренности были труднодостижимыми для обычных истребителей.
Когда Гитлер случайно узнал об этом за две недели до высадки союзников в Нормандии, разразился крупный скандал, который стоил поста руководителю авиационной промышленности Эрхарду Мильху. Что касается Me.262, то Гитлер запретил отныне относиться к нему не только как к истребителю, но и даже как к истребителю-бомбардировщику. Производство самолёта было взято им под личный контроль. Теперь разработчикам пришлось вносить изменения в конструкцию, разрабатывать новую тактику, обучать новых пилотов вопреки собственным убеждениям, но в соответствии с требованиями фюрера.
Когда 6 июня 1944 года был открыт Второй фронт, ещё ни один из скоростных бомбардировщиков не был готов к боевым операциям. Только через несколько недель, в августе, первые бомбардировщики Me.262A-2 вылетели на задания. Для немецкой стороны так и осталось неизвестным, смогли ли они поразить хоть какую-нибудь цель. До самого конца войны эти самолёты не имели успеха ни как бомбардировщики, ни как истребители.
Наконец, в начале октября 1944 года, поступил приказ главнокомандующего люфтваффе Германа Геринга о формировании истребительной части из сорока самолётов Me.262. Её командиром был назначен один из лучших немецких асов Вальтер Новотны. Уже 4 октября состоялся первый боевой вылет четырёх истребителей, причём три из них в этом вылете были сбиты над аэродромом и при заходе на посадку. Тем не менее, позже, успехи эскадрильи заставили фюрера пересмотреть своё мнение о новой машине. Самолёты стали поступать в истребительную авиацию. Программа же производства бомбардировщиков была свёрнута. Положительную роль в этом сыграло и то, что на вооружение был принят полноценный реактивный бомбардировщик Arado Ar 234 Blitz.

## Конструкция
Самолёт представлял собой цельнометаллический свободнонесущий низкоплан с двумя реактивными газотурбинными двигателями, расположенными под крылом с внешней стороны основных стоек шасси.
Самолёт был спроектирован с учётом достижения максимальной технологичности, что должно было облегчить и удешевить его производство в условиях военного времени. Использовались обычные алюминиевые сплавы, сталь, клёпка по возможности шла по прямой линии, многие конструктивные элементы были упрощены. Широко использовались литьё и горячая штамповка. Достижению технологичности производства способствовали не слишком строгие весовые ограничения проекта.

### Фюзеляж

Проекции Me.262

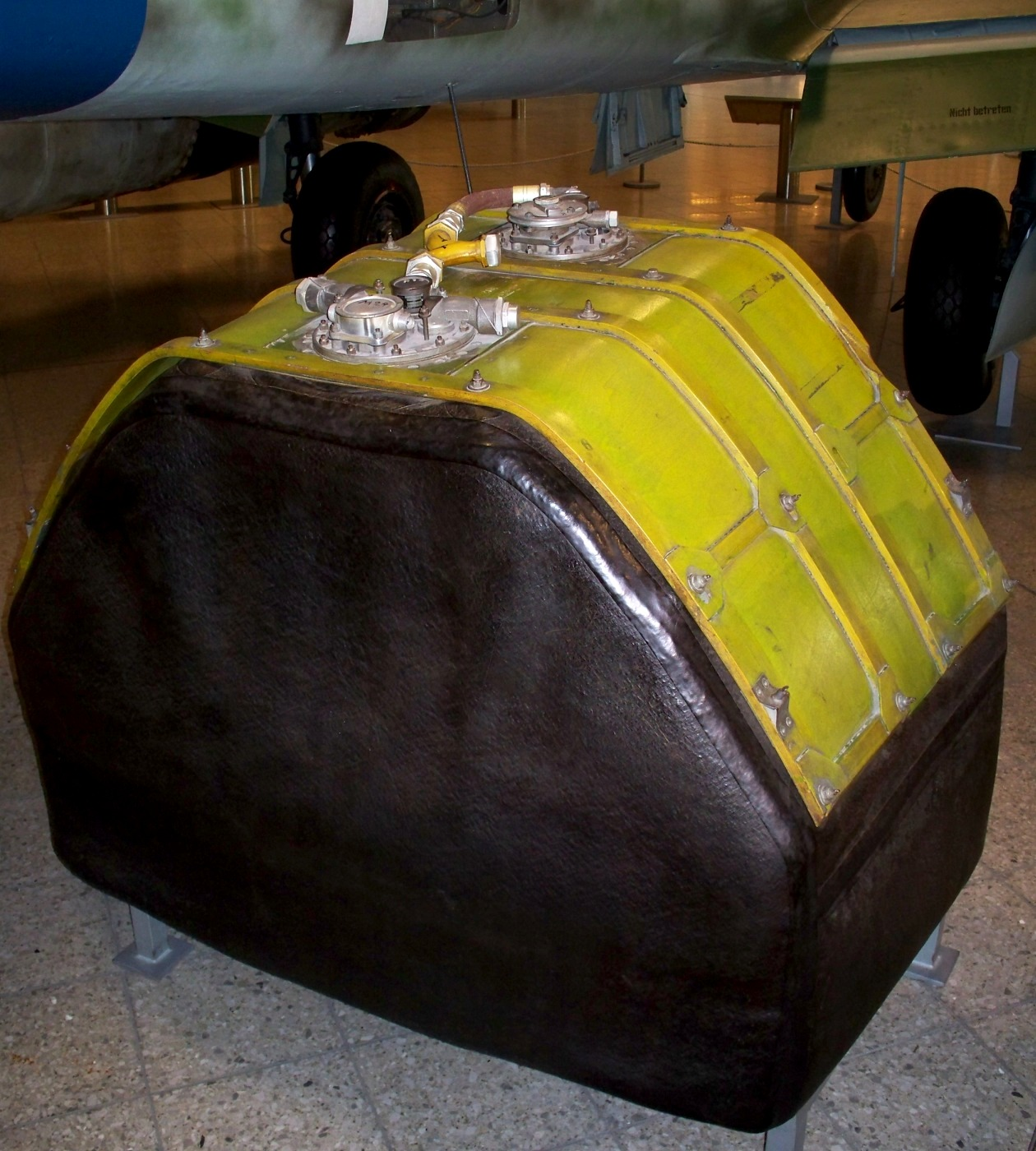
Фюзеляжный протектированный топливный бак Me.262A.

Фюзеляж самолёта цельнометаллический полумонококовой конструкции. Поперечное сечение фюзеляжа было подобно треугольнику с закруглёнными углами. Каркас фюзеляжа был покрыт 2-мм листами обшивки, которые после сборки окрашивались. Конструктивно фюзеляж состоял из трёх частей.
В передней, достаточно длинной его части, размещались ниша передней стойки шасси с механизмом его уборки, авиапушки с боеприпасами, фотопулемёт, фотокамеры (в варианте разведчика) и 8 сферических баллонов сжатого воздуха.
В средней части фюзеляжа располагались передний и задний мягкие протектированные 900-литровые топливные баки, а между ними — бронированная с передних направлений кабина пилота. В состав бронирования входила прозрачная броня фонаря кабины, толщина лобового бронестекла 100 мм. На некоторых модификациях за задним топливным баком устанавливался дополнительный бак на 600 литров. Оболочка мягких баков — трёхслойная. Внутренний слой образован несколькими слоями прорезиненной ткани, промежуточный слой выполнен из набухающего натурального каучука, внешний слой — из ненабухающего синтетического каучука «Пербунан». При сквозном пробое стенки бака пулей или небольшим осколком вытекающее топливо абсорбировалось промежуточным слоем, вызывая его набухание, что приводило к быстрому затягиванию пробоины и препятствованию дальнейшей утечке топлива. Форма баков отвечала треугольному сечению фюзеляжа. Кабина пилота закрывалась трёхсекционным каплевидным фонарём с открывающейся вправо створкой (средней секцией фонаря). Под кабиной пилота находилась ниша для крепления центроплана крыла и убранных основных стоек шасси.
Задняя часть фюзеляжа служила опорой для вертикального и горизонтального оперения и вмещала в себя механизм перестановки горизонтального стабилизатора, два сферических баллона кислородной системы пилота, компас, радиостанцию.
После сборки фюзеляжа, перед покраской, его поверхность полировалась.

### Крыло
Крыло самолёта имело двухлонжеронную конструкцию и было полностью выполнено из дюралюминия и стали. Механизация крыла включала в себя автоматические трёхсекционные щелевые предкрылки, расположенные по всей длине передней кромки крыла (за исключением мест под гондолы двигателей), двухсекционные, разделённые гондолами двигателей, закрылки и двухсекционные элероны. Крыло так же имело места для крепления мотогондол и ниши основных стоек шасси. На левой консоли крыла находилась трубка Пито. Крепление центроплана к фюзеляжу производилось при помощи болтов и заклёпок. Обшивка крыла, так же как и обшивка фюзеляжа, полировалась, после чего окрашивалась.
Стреловидность крыла по передней кромке составляла 18º35’. Угол поперечного V составлял 5º45’.

### Оперение
Оперение самолёта было выполнено по классической схеме. Горизонтальный стабилизатор переустанавливался при помощи электродвигателя. Рули высоты и направления имели весовую балансировку, а руль направления — также и аэродинамическую компенсацию. Все рули были оборудованы триммерами.
Угол стреловидности горизонтального оперения составлял 23, вертикального — 45º.

### Шасси
Шасси самолёта было трёхстоечным, с носовым колесом. Все колёса были оборудованы тормозами. Привод выпуска и уборки шасси был гидравлическим, с возможностью выпуска шасси вручную.

### Силовая установка

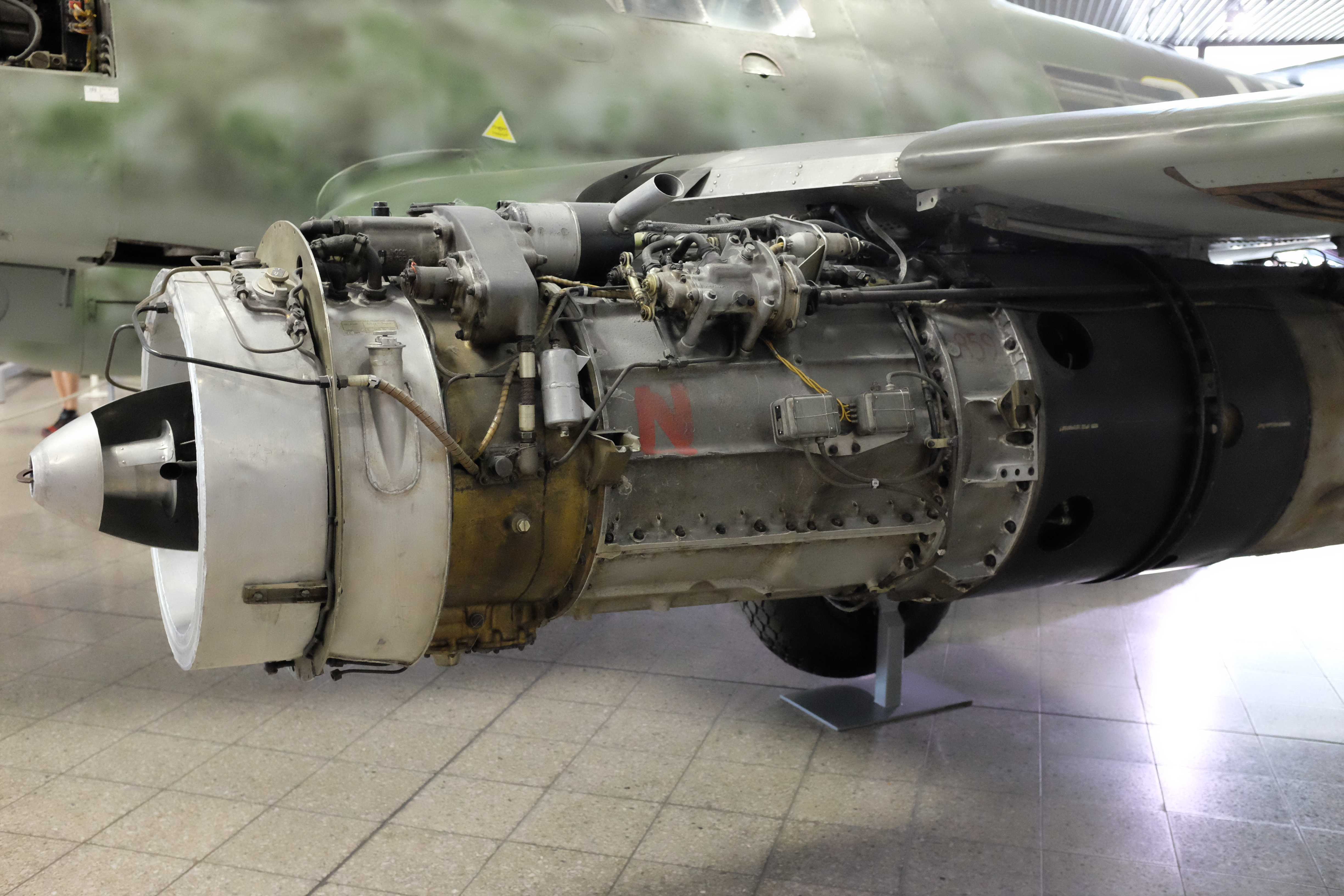
Двигатель Jumo-004 со снятым кожухом под крылом. Литые секции корпуса компрессора.

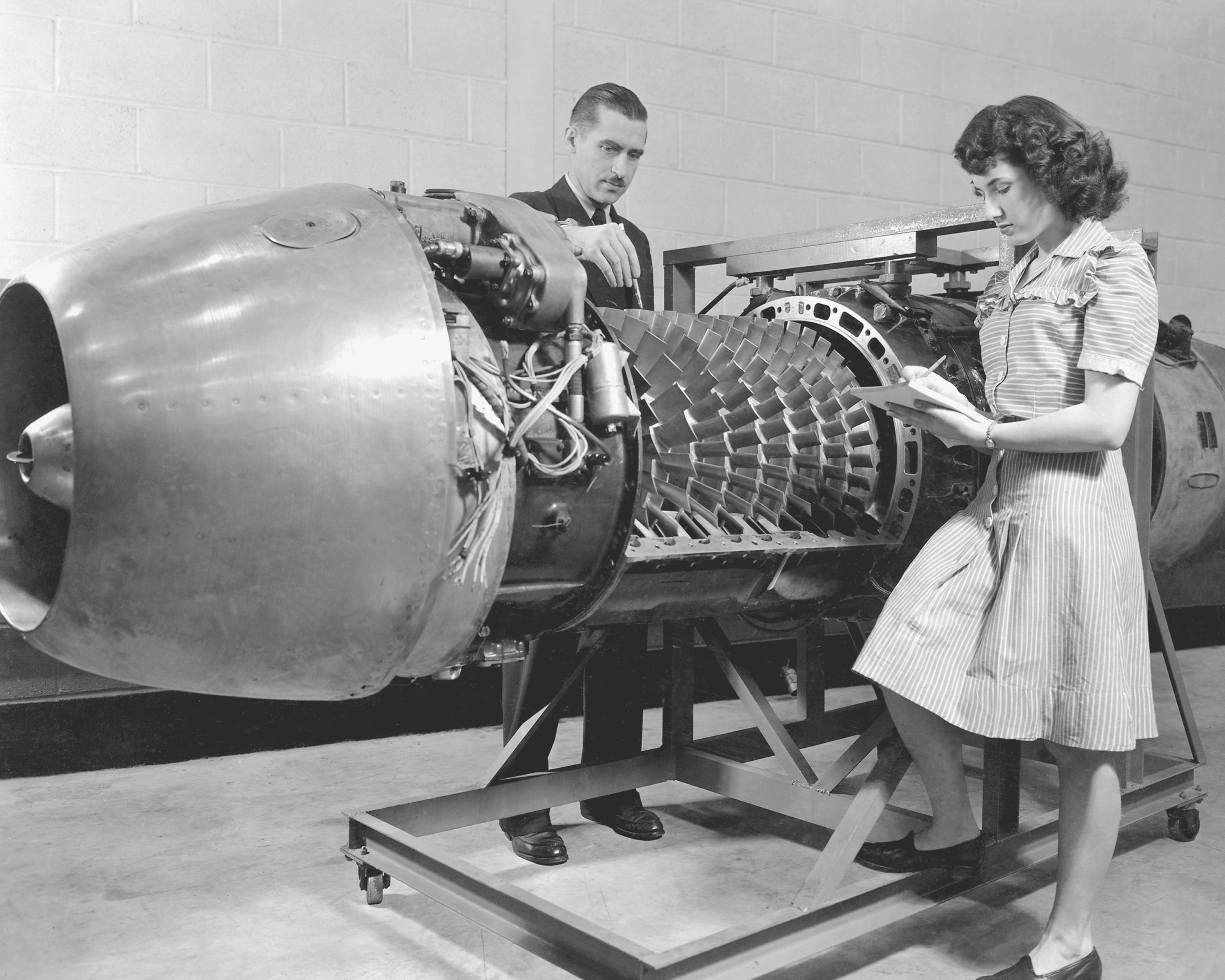
Двигатель Jumo-004 на изучении в США, 1946

Основная силовая установка состояла из двух турбореактивных двигателей Jumo-004 с тягой по 910 кгс (8,83 кН) при 8700 об/мин. Каждый двигатель включал 8-ступенчатый осевой компрессор, одноступенчатую осевую турбину и шесть камер сгорания. Двигатели крепились к крылу в трёх точках и размещались в гондолах. Каждый двигатель имел двухтактный бензиновый стартер Ридель RBA/S10 с запасом бензина в 17 л.
Me.262 в модификациях истребителя-перехватчика дополнительно оснащался двумя твердотопливными или жидкостными стартовыми ускорителями, которые крепились к задней части фюзеляжа.

### Вооружение и оборудование
Основным вооружением серийных Me.262 были две или четыре 30-мм авиапушки MK 108. Так как пушки устанавливались рядом в носовой части самолёта, они обеспечивали кучный и плотный огонь. Пушки устанавливались попарно, одна пара над другой. Нижняя пара имела боезапас в 100 снарядов на пушку, верхняя — 80. На одной опытной модификации устанавливалась 50-мм авиапушка BK 5. Для борьбы с дневными бомбардировщиками на одной из модификаций устанавливались 24 неуправляемые ракеты R4M.
Стандартным прицелом для серийных самолётов был Revi-16B, который впоследствии был заменён на EZ.42 производства «Асканиа Верке».
Me.262 были оснащены радиостанцией FuG.16zy, стандартной для немецких самолётов того времени, а также ответчиком «свой-чужой» FuG.25a. Кроме того, на Me.262 планировалось использовать комплекс радионавигации, состоящий из FuG.120K, FuG.125 и FuBL.3, но его получили только некоторые экземпляры. Командирские самолёты имели приёмник системы боевого оповещения FuG.29. Самолёт оснащался автопилотом Siemens K 22.

## Серийные модификации
Me.262 серийно выпускался в следующих модификациях:
- Me.262A-1a «Шва́льбе» (нем. Schwalbe, «Ласточка») — первая серийная модификация с четырьмя 30-мм пушками MK-108 (темп стрельбы 660 выстрелов в минуту, масса снаряда 330 г.);
- Me.262A-1a/U3 — была выпущена небольшая серия;
- Me.262A-1b — модификация истребителя-перехватчика с ракетным вооружением (24 ракеты R4M класса «воздух-воздух»);
- Me.262A-2 «Штурмфо́гель» (нем. Sturmvogel, «Буревестник») — модификация истребителя-бомбардировщика с устройствами для наружной подвески двух 500-килограммовых бомб. Пушечное вооружение сокращено до двух пушек MK-108. Самолёты этой серии дорабатывались из уже собранных истребителей Me.262A-1a;
- Me.262A-5a — модификация самолёта-разведчика с двумя камерами для аэрофотосъёмки, установленными вместо двух из четырёх пушек в носовой части фюзеляжа. В полу кабины был сделан небольшой иллюминатор;
- Me.262B-1a — двухместный учебно-тренировочный самолёт;
- Me.262B-1a/U1 — двухместный ночной истребитель-перехватчик;
- Me.262B-2a — двухместный ночной истребитель-перехватчик с радиолокационной станцией FuG-218 «Нептун» в носовой части фюзеляжа;
- Me.262C-1a «Ха́йматшу́тцер» (нем. Heimatschutzer, «Защитник Родины») — истребитель-перехватчик с двумя турбореактивными двигателями Jumo-004C с тягой 1000 кг каждый и с жидкостно-реактивным двигателем Вальтера HWK 109-509A с тягой 1700 кг, установленным в хвостовой части фюзеляжа (этот же двигатель использовался как основной в ракетном перехватчике Me.163B);
- Me.262C-1b «Хайматшутцер» II — истребитель-перехватчик с двумя ТРД BMW-003R тягой 800 кг и ЖРД BMW 109—718 тягой 1500 кг;
- Me.262E — вариант Me.262A-1a с 50-мм пушкой BK 5, установленной в носовой части фюзеляжа.

Me.262A-3a — штурмовик. Самолёт сохранил вооружение и боезапас Me.262A-1a и получил бронезащиту топливных баков, пола и стенок кабины. В серию не пошёл.
Me.262A-1/U-4 — «Пулькцерштёрер» (нем. Pulkzerstörer, Разрушитель строя) — Вариант Me.262A-1 с 50-мм пушкой MK214A с 26 снарядами в носовой части. В конце фюзеляжа был противовес, так как такая тяжёлая пушка такого калибра создавала иной центр тяжести.

## Программа Hochgeschwindigkeit
В ходе испытаний самолёта пилоты встретились с рядом побочных эффектов скоростных полётов — деформацией элеронов, «тяжёлым носом». Чтобы установить причину этих проблем, были проведены лётные испытания, в ходе которых выяснилось, что причиной проблем являлось приближение скорости полёта к скорости звука. В результате исследований были сформулированы ряд предложений и рекомендаций для пилотов Me.262. Согласно им, до скорости 800 км/ч самолёт пилотируется без проблем. При превышении этой скорости необходимо было отклонить руль высоты так, чтобы компенсировать тенденцию к опусканию носа. Скорость 900 км/ч не следовало превышать.
16 февраля 1944 года группа Зейца из конструкторского бюро в Обераммергау представила программу, целью которой было создание сверхскоростного самолёта на базе Me 262. Для разработки новых машин «швальбе» был отличным отправным пунктом и давал возможность сбора информации, необходимой для дальнейшего продвижения вперёд. Программе Зейца присвоили наименование Hochgeschwindigkeit (Высокая скорость) — сокращённо HG. Её реализация должна была проходить в три фазы, обозначенные HG I, HG II и HG III.

### Me.262 HG I
На этом этапе предусматривалось модификация стандартного Me 262. Для этого на испытания был возвращён прототип Me 262 V9. 1 октября 1944 года его передали на завод, где он получил новый пониженный фонарь кабины, скошенное назад горизонтальное оперение и увеличенный киль с рулём направления. Самолёт получил обозначение Me.262 HG I.
Испытания прототипа начались 18 января 1945 года в Лагер-Лехфельде. Управлял самолётом пилот Карл Баур. Приплюснутый фонарь кабины с малым аэродинамическим сопротивлением не получил одобрение лётчика. Прежде всего — он еле умещался в ней. Обзор вперёд ещё более ухудшился. Самолёт выполнил пять экспериментальных полётов, во время которых возникли проблемы с устойчивостью, вызванные новой хвостовой частью. По возвращении на завод киль сменили на стандартный.
В марте 1945 года Me 262 HG I выполнил ещё 20 полётов с Бауром и Линднером за штурвалом.

### Me.262 HG II
В этой фазе программы была реализована более значительная модификация базового планера. Переделке подвергся Me.262 A-la. Кроме уже имевшихся на HG I пониженного фонаря кабины и скошенного назад горизонтального оперения он получил крыло со стреловидностью 35° на 25 % хорды.
В дальнейшем планировалось заменить классические стабилизаторы скошенным оперением (типа «бабочка» или оперение Рудлицкого) со стреловидностью как у крыла. Также двигатели Jumo 004B планировалось заменить на новые HeS 011 фирмы Хейнкель.
Испытания этой машины имели целью отработку оптимальной формы крыла для однодвигательного реактивного истребителя. Самолёт должен был начать программу испытаний одновременно с HG I, в середине марта 1945 года, но был тяжело повреждён на аэродроме и до конца войны не отремонтирован.

### Me.262 HG III
Наиболее радикальная модификация Me.262 предусматривалась третьей фазой программы «Высокоскоростной». Концепция появилась ещё в декабре 1944 года (потом она легла в основу проекта ночного истребителя от 12 февраля 1945). Прежде всего, Me.262 HG III должен был получить крыло со стреловидностью по передней кромке 42°. Силовую установку составляли два двигателя Юнкерса Jumo 004D с тягой по 10,26 кН или Хейнкеля HeS Oil тягой по 12,7 кН, размещённых внутри утолщённых корневых частей центроплана крыла. Одной из проблем, встретившихся здесь, были потери при проходе воздуха через длинные воздухозаборные каналы двигателей. Когда последние размещались в индивидуальных гондолах, такой проблемы не существовало, поскольку воздух попадал непосредственно в двигатель. Однако расположение, принятое на HG III, удаляло силовую установку от воздухозаборника.
По сравнению с HG I и HG II изменилось также шасси. Все колёса должны были убираться в фюзеляж. Хвостовое оперение сначала соответствовало HG I, а затем заменялось оперением «бабочка». Фонарь кабины оставался аналогичным HG I и HG II. Ожидалось, что самолёт разовьёт скорость 1050 км/ч у земли и 1100 км/ч — на высоте 6000 м.
Работы над Me.262 HG III проводились очень интенсивно. Его модель была испытана в аэродинамической трубе. Однако конец войны прервал все исследования.

## Производство

### Организация производства

#### Первичный порядок производства
Вначале самолёты Me.262 производились на заводах Мессершмитта в Аугсбурге, Регенсбурге и в Лаупхайме. Эти заводы не были едиными промышленными предприятиями. Например, заводы в Аугсбурге (сборка передней части фюзеляжа и крыльев) и в Регенсбурге (сборка остальных частей фюзеляжа), где были построены все прототипы, представляли собой множество мелких мастерских, подчинённых материнской фабрике. В Лаупхайме же, где производилась сборка самих самолётов, находилась лишь мастерская при аэродроме. Причём первые серийные «мессершмитты» из-за занятости ангаров транспортными самолётами Me.323 «Гигант» собирались на краю аэродрома.
К началу серийного производства Me.262, во второй половине 1944 года, немецкая промышленность уже испытывала серьёзные трудности, вызванные тотальными бомбардировками рейха, а также оттоком квалифицированных инженеров и рабочих на фронты. Ощущался дефицит сырья, топлива и электроэнергии, нередки были перебои с их поставкой. Транспортное сообщение между предприятиями было затруднено. Как результат, ни один месячный план выпуска самолётов не был выполнен, а производственные расходы возросли в несколько раз.

#### Реорганизация производства
Уже в 1943 году, после серии авианалётов на заводы Мессершмитта, было принято решение о трёхэтапной реорганизации производства. На первой фазе реорганизации планировалось рассредоточение производства. На второй фазе децентрализованное производство переводилось в шахты и тоннели. На третьей фазе производство должно было быть вновь собрано на шести крупных, хорошо укреплённых и замаскированных фабриках.
В результате первых двух, связанных с децентрализацией, фаз производственные задания, которые ранее выполняли 27 заводов, были распределены между 300 фирмами, включавшими в себя более 700 малых мастерских, сборочных участков и складов. Все они находились на юге и юго-востоке Германии, а также в Австрии и в Чехословакии. Эти производственные объекты были укрыты от воздушной разведки противника в естественных пещерах, тоннелях автострад или же просто в лесах, за что получили название «лесные фабрики».
Изготовленные на «лесных фабриках» самолёты проходили на них лишь частичные испытания, после чего, стартуя с близлежащих автострад (или со специальных бетонных полос рядом с ними), перелетали на аэродром назначения, где проходили лётные испытания и передавались люфтваффе.
Первые две фазы реорганизации производства были временной мерой, рассчитанной на то, что разбросанные и замаскированные небольшие предприятия станут слишком мелкой и неудобной целью для бомбардировщиков, а разрушение некоторых фабрик не так сильно скажется на работе всего производства. Как недостаток, работа всей системы стала сильно зависеть от транспортного сообщения, и нередко прерывалась.
Проблемы, связанные с разбросанностью производства, должны были разрешиться с переходом на третью фазу реорганизации — программе «Лесной голубь» (нем. Ringeltaube). В рамках этой программы планировалось создание шести крупных самодостаточных фабрик, хорошо замаскированных и неуязвимых от ударов с воздуха.

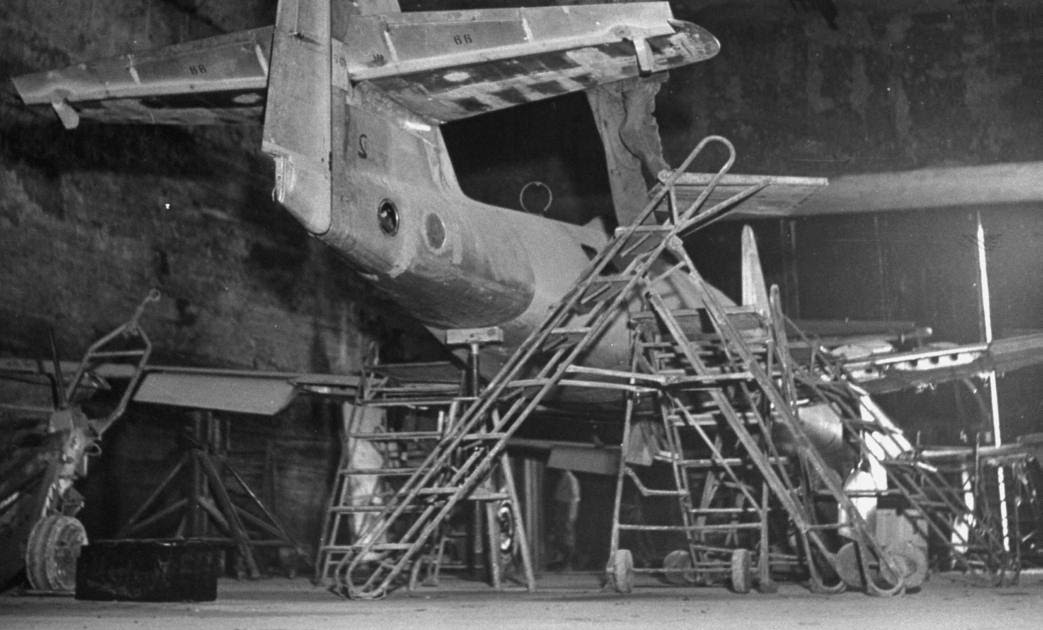
Сборка Me.262 на фабрике Werk A

Одна из этих фабрик, Werk A, оборудовалась в подземных галереях шахты по добыче каолиновой глины. Строительство фабрики началось в апреле 1944 года. Под землёй, кроме производственных и сборочных участков, имелось также и стрельбище для проверки вооружения, участок испытания двигателей, заправка и взлётно-посадочная полоса. Вылетающие из пещеры самолёты осуществляли 130-километровый перелёт до аэродрома Цербст, где после осмотра они передавались люфтваффе.
Несмотря на то, что строительство фабрики Werke A к моменту её захвата американскими войсками не было завершено, на ней было выпущено 27 самолётов, а ещё 10 машин находились в стадии сборки. Ещё пять самолётов было собрано позже, уже под наблюдением американских специалистов.
Остальные пять фабрик реорганизованного производства строились «с нуля». Каждая из них представляла собой три полуподземных бункера размером 84×400 метров, увенчанных выходящим на поверхность бетонным сводом толщиной 5,5 метров. Сверху своды должны были быть засыпаны землёй, на которой планировалась высадка растительности, подобной окружающей. Внутри бункеров строилось по 5 этажей, разделённых 5-метровыми перекрытиями с 38-мм бронеплитами. Общая высота каждого бункера должна была составлять 46 метров.
На нижних этажах должны были располагаться механики. Выше находились производственные и сборочные цеха, а верхний этаж представлял собой взлётно-посадочную полосу. Её длины было достаточно для взлёта производившегося здесь же ракетного истребителя-перехватчика Me.163, но для Me.262 с бо́льшей длиной разбега планировалось её продолжить и замаскировать сверху.
Подземные фабрики были рассчитаны на крупносерийное производство: планируемый выпуск Me.262, при 3-сменной работе 90-тысячного персонала, должен был составлять 1000—1200 самолётов в месяц.
Строительством объектов занималась организация Тодта. В качестве рабочей силы, в основном использовались советские военнопленные из концлагерей. Например, в строительстве фабрики Weingut II принимало участие 300 тысяч человек. Из них погибло или умерло от тяжёлых условий 10-20 тысяч: как правило, смерть работников наступала в течение нескольких недель труда. Строительство ни одной из таких фабрик завершено не было.
Крупнейшее сооружение такого рода построено Мессершмитт с заключёнными концлагеря Гузен II в Австрии Санкт Георген ан дер Гузене (проект «B8 Горный хрусталь — Ясень II»). К концу войны около 1000 штук полностью смонтированных корпусов для этого типа воздушного судна были изготовлены на сборочной линии.

### Объёмы производства
К началу 1945 года промышленность Германии выпускала по 36 машин Me.262 в неделю. К этому времени в люфтваффе уже поступило 564 самолёта. Однако в боях участвовала лишь 61 машина. Примерно в три раза больше самолётов было распределено по учебным подразделениям, около 150 — сбито и около 200 машин в разобранном виде застряло на железной дороге.
Всего за время войны было выпущено 1930 (по другим данным — 1933) Me.262 различных модификаций, однако в это число входят и 611 выпущенных, но повреждённых или уничтоженных до поступления в части самолётов; 114 из них были восстановлены. Таким образом, на вооружение лётных частей люфтваффе поступило 1433 машины.
В таблице приведено распределение выпуска этих машин по месяцам, вплоть до 19 апреля 1945 года (источник данных — доклад о деятельности фирмы «Мессершмитт», подготовленный для США в июне 1945 года).
| Год              | 1944     | 1944       | 1945     | 1945       |
| Заводы           | Аугсбург | Регенсбург | Аугсбург | Регенсбург |
| ---------------- | -------- | ---------- | -------- | ---------- |
| Январь           | —        | —          | 163      | 65         |
| Февраль          | —        | —          | 166      | 130        |
| Март             | 1        | —          | 165      | 75         |
| Апрель           | 15       | —          | 64       | 37         |
| Май              | 7        | —          | —        | —          |
| Июнь             | 28       | —          | —        | —          |
| Июль             | 58       | —          | —        | —          |
| Август           | 15       | —          | —        | —          |
| Сентябрь         | 92       | 2          | —        | —          |
| Октябрь          | 108      | 10         | —        | —          |
| Ноябрь           | 87       | 14         | —        | —          |
| Декабрь          | 108      | 23         | —        | —          |
| Всего            | 519      | 49         | 558      | 307        |
| Общее количество | 1433     | 1433       | 1433     | 1433       |

Me.262 стал самым массовым реактивным самолётом Второй мировой войны (не считая беспилотных самолётов-снарядов Физелер Fi.103, известных как Фау-1). В таблице, для сравнения, представлены объёмы выпуска серийных реактивных самолётов странами-участницами войны:
| Самолёт        | Тип                      | Страна         | Объём выпуска    |
| -------------- | ------------------------ | -------------- | ---------------- |
| Me.262         | истребитель              | Германия       | 1433             |
| Ока            | самолёт-снаряд камикадзе | Япония         | 825              |
| Ar.234         | бомбардировщик           | Германия       | 210, 214 или 224 |
| Me.163         | истребитель              | Германия       | ~370 или 470     |
| He.162         | истребитель              | Германия       | 240              |
| Глостер Метеор | истребитель              | Великобритания | до 230           |

## Недостатки Me.262
Как и любая инновационная разработка, Me.262 не был лишён недостатков, которые в данном случае серьёзно усугублялись общей недоведённостью самолёта, особенно его двигателей. В качестве наиболее серьёзных недостатков указывалось следующее:
- Большой разбег при взлёте (требовалась бетонированная ВПП длиной не менее 1500 м), делающий невозможным применение самолёта без ускорителей с коротких полевых аэродромов.
- Большой пробег при посадке.
- Высокие требования к качеству взлётно-посадочной полосы, вызванные как недостаточной тягой двигателей, так и засасыванием предметов в низкорасположенные воздухозаборники.
- Из-за недостаточной мощности двигателей самолёт был очень уязвим на взлётных и посадочных режимах. Кроме того, двигатели были очень чувствительны к изменению подачи топлива — при слишком резком изменении подачи происходил срыв пламени. На малой высоте это могло привести к крушению самолёта[11][33]. Во время взлёта эту проблему решили использованием твердотопливных ускорителей.
- Затягивание самолёта в пикирование с потерей управления при превышении скорости 0,8 M[6]. Данная проблема является следствием смещения центра давления вдоль хорды крыла при приближении скорости к скорости звука. Наиболее сильно такое смещение проявляется на толстых не-ламинарных профилях крыла. Поскольку Me.262 был первым самолётом, летавшим на таких скоростях, методов лечения этой болезни ещё не было известно. В последующем для борьбы с этим явлением на самолёты стали устанавливать стреловидные крылья, как, например, на МиГ-15, или просто крылья с очень тонким профилем, как на F-104 Starfighter, или крылья с тонким профилем на законцовках и корневыми наплывами в центральной части (как на большинстве современных самолётов)[источник не указан 2417 дней].
- Ненадёжность двигателей, отказы которых вызвали большое количество небоевых потерь. Посадка с одним работающим двигателем часто заканчивалась гибелью самолёта[11].
- Двигатель был уязвим — при резком наборе мощности он мог загореться[9][11].
- Относительно низкий моторесурс двигателей — 25 лётных часов[Примечание 6][11][34].
- Высокие требования к техническому персоналу, что было неприемлемо в боевых условиях того времени.

## Боевое применение

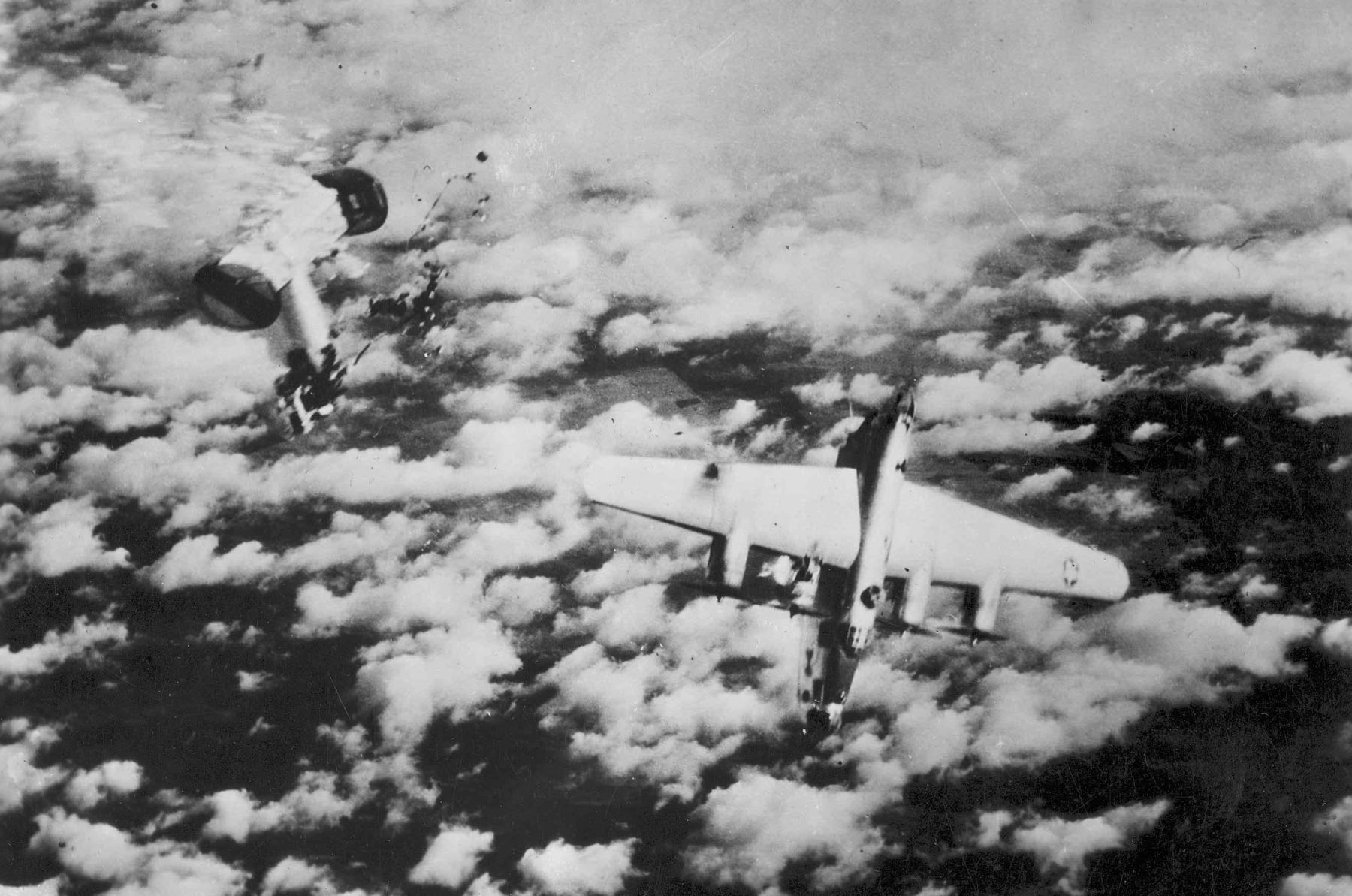
Результат ракетного обстрела неуправляемыми ракетами R4M бомбардировщика B-24M Liberator истребителем Me.262 4 апреля 1945 г. Разрушение фюзеляжа бомбардировщика с отрывом его хвостовой части, падение обломков на территории Германии.

В ходе боёв на истребительных модификациях Me.262 было сбито около 150 самолётов противника при собственных потерях около 100 машин. Такая картина объясняется низким уровнем подготовки основной массы пилотов, недостаточной надёжностью двигателей Jumo-004 и их низкой боевой живучестью, а также перебоями со снабжением истребительных частей на фоне общего хаоса в терпящей поражение Германии. Эффективность же Me.262 в качестве бомбардировщиков была настолько низкой, что об их деятельности даже не упоминалось в боевых сводках.

### Дневные Me.262
В основном Me.262 использовались для отражения дневных налётов на немецкие города американских тяжёлых бомбардировщиков B-17 «Летающая крепость», B-24 «Либерейтор» и британских «Ланкастеров» и «Галифаксов», в процессе чего «Швальбе» несли потери не только от оборонительного огня бомбардировщиков, но и от действий истребителей сопровождения. Несовершенная тактика применения реактивных истребителей и низкий уровень подготовки лётчиков привели к тому, что Me.262 достаточно часто сбивались новейшими поршневыми истребителями противника, особенно такими скоростными, как Hawker Tempest и P-51D «Мустанг». Несмотря на превосходство в скорости, реактивный Me.262 имел очень плохие разгонные характеристики, вызванные тем, что первые турбореактивные двигатели имели плохую приёмистость (невозможность резко увеличить тягу). Из-за этого противник имел возможность применять эффективную тактику перехвата взлетающих и садящихся Me.262 прямо над их аэродромами базирования: медленно набирающий скорость и высоту, или садящийся реактивный самолёт, был в это время очень уязвим. Кроме того, Me.262 имел худшую манёвренность, чем его поршневые современники, что, впрочем, компенсировалось существенно более низкой потерей скорости на виражах.
Как ни странно, высокая скорость Me.262 затрудняла им атаки тяжёлых бомбардировщиков противника. Дело в том, что мощное оборонительное вооружение B-17 в сочетании с их плотным боевым построением («коробкой») делало опасными атаки с задней полусферы, а лобовые атаки в исполнении Me.262 были очень сложны из-за высокой скорости сближения самолётов и чрезвычайно малого времени на прицеливание и открытие огня. В результате эффективная тактика борьбы с тяжёлыми бомбардировщиками так и не была выработана. С другой стороны, большая скорость реактивных самолётов также затрудняла действия стрелков бомбардировщиков, поскольку электроприводы турелей не могли действовать достаточно быстро.
Для повышения эффективности борьбы с группами американских тяжёлых бомбардировщиков, идущих в плотном оборонительном строю, некоторые Me.262 вооружались 24 неуправляемыми авиационными ракетами типа R4M. Тактика применения этих ракет состояла в том, что группа немецких истребителей подходила сбоку к строю бомбардировщиков, выравнивалась с ней на расстоянии около 1000 м, после чего доворачивала и залпом выпускала ракеты. Большое расстояние пуска позволяло избегать оборонительного огня бомбардировщиков, а превосходство в скорости давало преимущество перед истребителями эскорта. Поскольку масса разрывного заряда фугасной боевой части ракеты (снаряжение HTA 41) составляла 520 граммов, для уверенного поражения B-17 было достаточно одного попадания.
Из-за того что Me.262 при ракетной атаке действовали плотными группами, эта тактика получила неофициальное название «Волчья стая люфтваффе», по аналогии с тактикой немецкого подводного флота. Эффективность ракетных атак с трудом поддаётся оценке, поскольку массовое применение R4M пришлось на самый конец войны (март-апрель 1945 года), и хаос того времени не оставил сколько-нибудь надёжных и непротиворечивых свидетельств. Во всяком случае известно, что англичане и американцы оценивали данную тактику как весьма опасную, и не смогли разработать каких-либо контрприёмов для борьбы с ней.
Союзники по антигитлеровской коалиции смогли организовать достаточно эффективное прикрытие собственных бомбардировщиков, высылая истребители эскорта далеко вперёд, для «зачистки неба» от немецких реактивных самолётов. Высланные вперёд группы истребителей барражировали над аэродромами базирования Me.262, и пытались перехватить взлетающие «Швальбе», пока те были уязвимы. Немцы пытались противостоять такой тактике, сосредотачивая зенитную артиллерию в районах взлёта и посадки реактивных самолётов, а также прикрывая свои аэродромы группами истребителей Bf-109G и Fw 190D-9 из «попугайской эскадрильи».
Me.262 также применялся для перехвата скоростных разведчиков/бомбардировщиков «Москито», в чём проявил себя с лучшей стороны.
Несмотря на все недостатки в тактике применения, боевой потенциал Me.262 как дневного истребителя и перехватчика оценивался очень высоко как немцами, так и командованием авиации их противников. По ряду оценок, если бы этот самолёт появился в небе Европы в массовых количествах на год-другой раньше, ход воздушных сражений над Германией мог существенно измениться. Не исключено, что тогда Англии и США пришлось бы пересмотреть всю стратегию массированных дневных бомбардировок Германии.

### Ночные Me.262

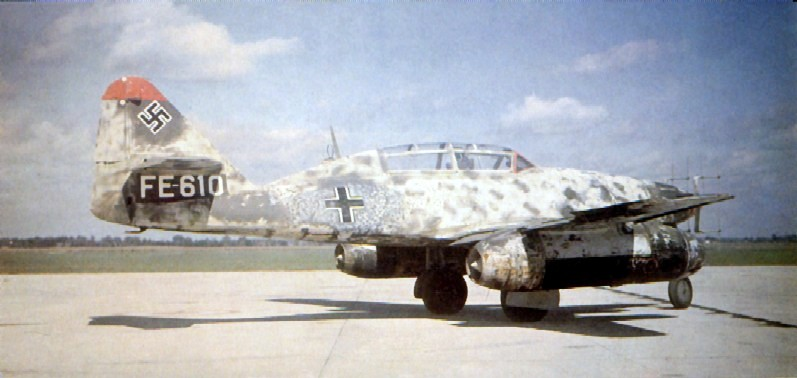
Ночной истребитель Me.262B-1a/U1 из «Коммандо Вельтер» на испытаниях в США

Me.262 применялись в роли ночных истребителей с октября 1944 по май 1945 года. Причиной этому послужила недостаточная скорость немецких поршневых истребителей — английские скоростные разведчики и бомбардировщики «Москито» практически безнаказанно летали над всей территорией Рейха. Необходимую для их оперативного перехвата скорость и скороподъёмность имели лишь реактивные самолёты. Люфтваффе в то время располагало двумя такими машинами: бомбардировщиком Арадо Ar-234 и истребителем Me.262. Первый, в своей первоначальной модификации B-2, не подходил для выполнения ночных заданий, а двухместная учебная модификация Me.262B в целом удовлетворяла предъявляемым требованиям. Также, для борьбы с ночными бомбардировщиками врага было подготовлено несколько десятков одноместных самолётов, которые, не имея ни оператора, ни радиолокационной аппаратуры, входили в систему «Дикий кабан» (нем. Wilde Sau). Такие ночные истребители наводились на летящие бомбардировщики с земли, при этом цели освещались прожекторами.
Для ночных вылетов во второй половине октября на базе Бург под Берлином была сформирована эскадрилья 10./NJG11. Командовал ею сначала майор Герхард Стампов, а с ноября — Курт Вельтер (с этого момента часть получила ещё одно название — «Коммандо Вельтер»); эта эскадрилья стала первой и единственной боевой эскадрильей, оснащённой ночными Me.262. По разным данным, за время своего существования эскадрилья уничтожила от 15 до 25 самолётов противника, при этом было потеряно около 12 истребителей. В апреле 1945 года, в результате бомбардировок аэродрома, были уничтожены почти все машины — остались целыми лишь 4 самолёта, тщательно замаскированных и наиболее ценных двухместных «Швальбе». После этого, до конца месяца, было произведено ещё несколько десятков практически безрезультатных боевых вылетов, а 8 мая все оставшиеся самолёты попали в руки англичан. Всего в 10./NJG 11 насчитывалось около 36 Me.262, из которых 7 были двухместными.

## Состоял на вооружении
- Люфтваффе
- В составе разведывательной эскадрильи военно-воздушных сил КОНР был 1 самолёт Me.262[41].

## Некоторыеасылюфтваффе, летавшие на Me.262
- Адольф Галланд. Будучи командующим истребительной авиацией, внёс большой вклад в принятие на вооружение Me.262 как самолёта-истребителя. Впоследствии, из-за разногласий, связанных с новым самолётом, был отстранён от своей должности, и в январе 1945 года назначен командиром отдельного истребительного подразделения JV44, вооружённого Me.262A. Сбил, летая на реактивном истребителе, 7 самолётов союзников. Всего же в ходе Битвы за Англию и на Западном фронте за 425 вылетов им было сбито 104 самолёта[42].

- Йоханнес Штайнхофф. Занимался переподготовкой лётчиков в подразделении А. Галланда JV44. Сбил, летая на Me.262, 6 самолётов. Всего имел 176 побед[43].

- Хартманн, Эрих Альфред. Является самым результативным лётчиком-истребителем. Получил назначение в часть оснащённую Me.262 в марте 1944 года. Однако, из-за постоянных атак их аэродрома, боевые вылеты были редкими и Хартманн вернулся в свою старую эскадрилью, где продолжил сражаться на Bf.109. Всего имел 352 воздушные победы, однако на реактивном самолёте ни одна из них одержана не была[44].

- Вальтер Новотны. Сформировал первую истребительную часть из Me.262. Имел 3 победы на реактивном самолёте. Всего имел 258 побед. Погиб 8 ноября 1944 года[45].

- Курт Вельтер. Был первым пилотом ночной истребительной авиации, начавшим летать на Me.262. Стал самым результативным пилотом (около 30 побед), воевавшим на нём. Всего же им был сбит 51 самолёт противника[46].

- Рудольф Радемахер. Занимает второе место по числу сбитых (24) на Me.262 самолётов противника[47] (по другим данным, на Me.262 одержал 8 побед[48]).

- Франц Шалль. Занимает третье место по числу сбитых (18) на Me.262 самолётов противника[47].
- Гейнц Бэр. Пилот дневной истребительной авиации. Занимает четвёртое место по числу сбитых (16) на Me.262 самолётов противника[47].
- Генрих Эрлер. С марта 1945 года состоял в эскадре JG-7, вооружённой Me.262. Одержал 8 побед на реактивном истребителе (из 208 за всю карьеру), ставшие последними для немецкого аса. Погиб 4 апреля 1945 года.
- Вальтер Крупински
- Герхард Баркхорн

## Интересные эпизоды
- 20 апреля 1945 года Эдуард Шалльмозер (нем. Eduard Schallmoser), пилотировавший Me.262, был сбит в воздушном бою и с трудом выпрыгнул с парашютом. Приземлился в саду перед домом своих родителей, на глазах у изумлённой матери[49]. За две недели до этого, 4 апреля, к западу от Мюнхена, всё тот же Шалльмозер совершил воздушный таран на Me.262, попав по хвосту американского P-38 Lightning (пилот — второй лейтенант Уильям Рендл) и сумев благополучно вернуться на базу[50].

## Послевоенная эксплуатация
После окончания войны все страны победители вели испытания Me.262. В СССР лётные испытания подтвердили, а по скорости превзошли, лётные характеристики, достигнутые испытателями в Германии. В ходе испытаний в США Me.262 превзошёл по скорости американский P-80 Shooting Star. ВВС Армии США летом 1947 года заключило контракты с Hughes Aircraft на инженерно-технические исследования Me.262 и с Калифорнийским аэротехническим институтом компании Curtiss-Wright. Но эти исследования не имели видимых последствий в США.

## Разработки на основе Me.262 в других странах

### Чехословакия
Me.262 под марками Avia S-92 и Avia CS-92 (соответственно одноместный и двухместный учебно-тренировочный истребитель) продолжал выпускаться и после войны в Чехословакии. Выпуск этих самолётов стал возможен благодаря тому, что в конце войны промышленность этой страны производила полную номенклатуру комплектующих изделий истребителя, включая и его двигатели BMW и Jumo, хотя сам самолёт и не собирала.
27 (по другим данным, 29) августа 1946 года состоялся первый полёт S-92. 26 июня 1948 года первый S-92 был передан ВВС Чехословакии.
Всего было построено девять серийных машин S-92 и три CS-92. S-92 стоял на вооружении чехословацких ВВС до середины 1951 года, после чего был заменён советскими истребителями Як-23. Самолёты, снятые с вооружения, оставались в учебных частях в качестве пособий до конца 1950-х. До настоящего времени сохранилось по одному самолёту S-92 и CS-92. Оба они находятся в Музее вооружённых сил в Кбели.
Самолёты Me.262 и S-92 послужили основой для разработки других машин. Дальше всего продвинулись работы над одноместным истребителем L-52. Этот самолёт заимствовал от своих предков крылья, горизонтальное оперение, шасси, авиапушки. Однако, к тому времени, как было собрано два прототипа, Чехословакия получила лицензию на производство МиГ-15, и работы над L-52 были прекращены.

### Япония

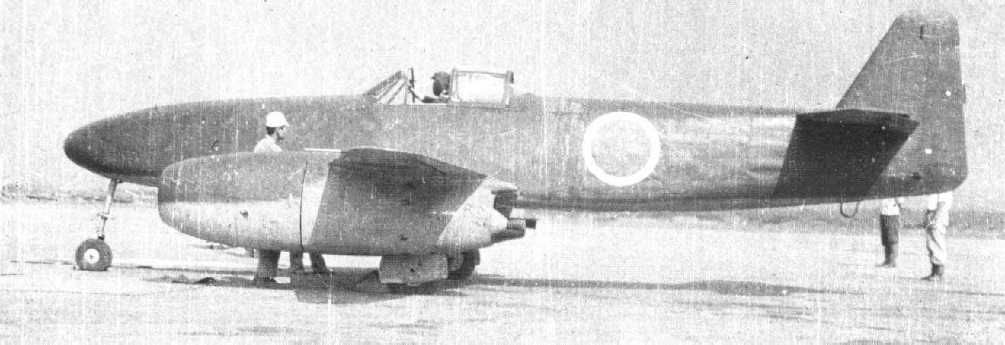
Накадзима J8N-1 «Кикка»

Самолёт, подобный Me.262, был разработан и в Японии. В 1943 году между Японией и Германией было подписано соглашение о взаимной технической помощи. Вскоре после этого японская сторона заявила о желании приобрести лицензии на производство истребителей Me.163 и Me.262, включая и двигатели «Швальбе» BMW-003 и Jumo-004. После долгих переговоров документация на Me.262 была отправлена в Японию на двух японских подводных лодках, однако обе они по дороге домой были потоплены. Японии досталась лишь небольшая часть документов, в основном, фотокопия инструкции по обслуживанию двигателя BMW 003. Имелись также фотографии самого самолёта.
В сентябре 1944 года японский морской штаб заказал фирме «Накадзима» разработку турбореактивного истребителя-бомбардировщика, подобного Me.262. Внешне спроектированный самолёт был похож на немецкий аналог, однако имел меньшие размеры и более грубые формы. Крылья самолёта были складывающимися. В качестве силовой установки использовался уменьшенный аналог двигателя BMW-003 с тягой 475 кг. Истребитель, получивший обозначение J8N-1 «Кикка», совершил свой первый полёт 7 августа 1945 года, на следующий день после атомной бомбардировки Хиросимы. Примерно через месяц, к моменту капитуляции Японии, в разной степени готовности находилось 19 (по другим данным, 25) машин. После капитуляции все работы по самолёту были прекращены.
Кроме того, в конце войны в Японии начался выпуск лицензионной копии Me.262 — истребителя Nakajima Ki-201 Karyu, но применён этот самолёт так и не был.

### СССР
После войны, для преодоления отставания в реактивной авиации обсуждалось производство Me.262 для советских ВВС. Сторонником этого был, в частности, командующий ВВС, главный маршал авиации А. А. Новиков, заместитель наркома авиационной промышленности П. В. Дементьев и, возможно, сам нарком А. И. Шахурин. В отчёте Г. М. Маленкову Дементьев писал:

«…Производство реактивных самолётов (Ме-262) может быть организовано на заводах № 381 в г. Москве и № 292 в г. Саратове.

Изучение конструкции самолёта Ме-262, выпуск чертежей и приспособление самолёта под наше вооружение и оборудование поручено главному конструктору тов. Мясищеву, который приступил к этой работе».
Но вскоре от производства Ме.262 отказались. А. С. Яковлев, тогда заместитель наркома по опытному самолётостроению и главный конструктор, вспоминал:

На одном из совещаний у Сталина при обсуждении вопросов работы авиационной промышленности было рассмотрено предложение наркома А. И. Шахурина о серийном производстве захваченного нашими войсками трофейного реактивного истребителя «Мессершмитт-262». В ходе обсуждения Сталин спросил, знаком ли я с этим самолётом и каково моё мнение.
Я ответил, что самолёт МЕ-262 знаю, но возражаю против запуска его у нас в серию, потому что это плохой самолёт, сложный в управлении и неустойчивый в полёте, потерпевший ряд катастроф в Германии. Если он поступит у нас на вооружение, то отпугнёт наших лётчиков от реактивной авиации. Они быстро убедятся на собственном опыте, что это самолёт опасный и к тому же обладает плохими взлётно-посадочными свойствами.
Я заметил также, что если будем копировать «Мессершмитт», то всё внимание и ресурсы будут мобилизованы на эту машину и мы нанесём большой ущерб работе над отечественными реактивными самолётами.
Наконец, нужно было учесть, что у наших конструкторов по реактивным самолётам дела шли успешно. Артём Микоян работал над двухмоторным истребителем МиГ-9. Мы построили одномоторный истребитель ЯК-15, в октябре 1945 года он был уже на аэродроме, делал пробежки и подлёты. Мы собирались отправить его в ЦАГИ продуть в натурной аэродинамической трубе и после этого начать полёты. Микоян тоже обещал вылететь весной. Причём наши самолёты были легче по весу, проще в управлении, лучше по лётным качествам и надёжнее немецких. Их можно было гораздо быстрее освоить в серийном производстве. (…)

В результате обмена мнениями в правительстве предложение о копировании МЕ-262 было отклонено.— А.С. Яковлев «Цель жизни», Век реактивной авиации
Истребитель Су-9 (1946 года) создан на основе Me.262. Но несмотря на очевидное внешнее сходство, есть мнение некоторых историков, что конструкция этих самолётов существенно различается. В единственном построенном Су-9 были установлены трофейные двигатели Jumo-004B, проект позднее предусматривал их советскую копию РД-10. Мнение о копировании авиаконструктором С. М. Алексеевым Me.262 в самолётах И-211 и И-215 (1947 года) в ОКБ Горьковского авиазавода № 21 (ОКБ 21) опровергают те же историки.

### США

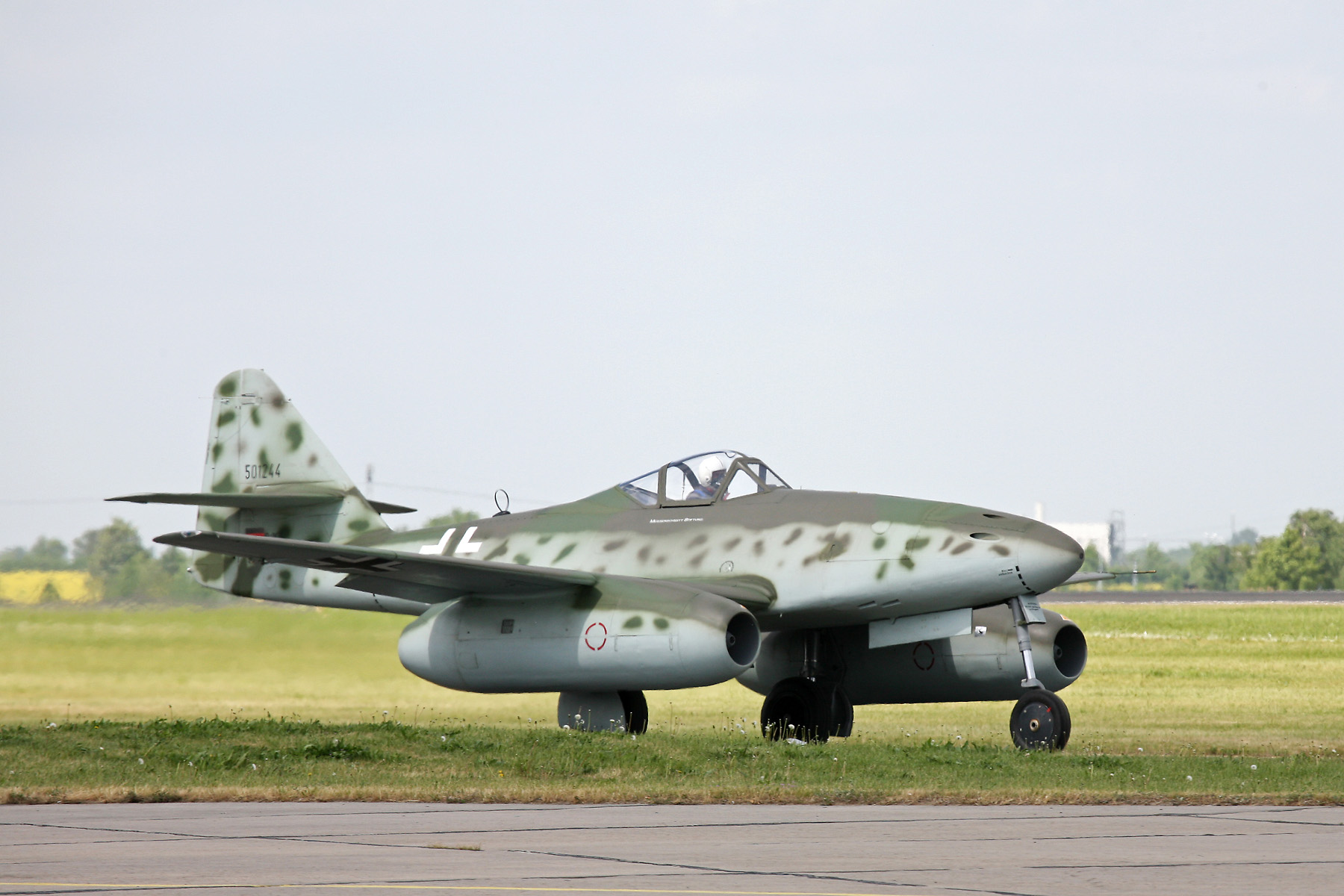
Летающая реплика Me.262 на Берлинском авиашоу ILA 2006

В начале 1990-х годов американская компания Texas Airplane Factory, занимающаяся изготовлением для музеев копий снятых с производства самолётов, получила предложение на создание нескольких экземпляров Me.262. По плану должны были быть построены как минимум две «спарки» Me.262B-1c, один одноместный Me.262A-1c и два конверсируемых самолёта Me.262A/B-1c, которые могли быть быстро перестроены в истребители модификаций A-1c или B-1c. При воссоздании самолётов использовалась оригинальная техническая документация, а также специально для этого отреставрированный Me.262B-1a, принадлежащий военно-морским силам США. Управление проектом осуществляла компания Classic Fighter Industries.
При постройке реплик использовались те же техпроцессы, что и в Германии в 1945 году. Как и все изделия Texas Airplane Factory, конструкция воссозданных самолётов, насколько возможно, была идентична оригиналу. Однако, в целях безопасности и для получения допуска к полётам, пришлось пойти на установку двигателей General Electric J 85-CJ-610 (на это указывает присвоенный с одобрения немецкого Фонда Мессершмитта индекс «c» в обозначении модели), а также на установку улучшенных тормозов и более прочных стоек шасси. Новые двигатели были размещены в гондолах двигателей Jumo 004. Корпуса двигателей были специально выполнены так, чтобы они выглядели как копии Jumo 004.
Лётные испытания первого построенного одноместного Me.262A-1c продолжались с января 2003 по август 2005 года. Этот самолёт был продан частному коллекционеру на юго-западе США. Второй самолёт был предназначен для Фонда Мессершмитта. Эта машина была испытана в апреле 2006 года, а в следующем месяце совершила несколько полётов на Берлинском Авиашоу ILA 2006.

## Сохранившиеся Me.262
Германия
- Немецкий музей, Мюнхен

Me.262
Великобритания

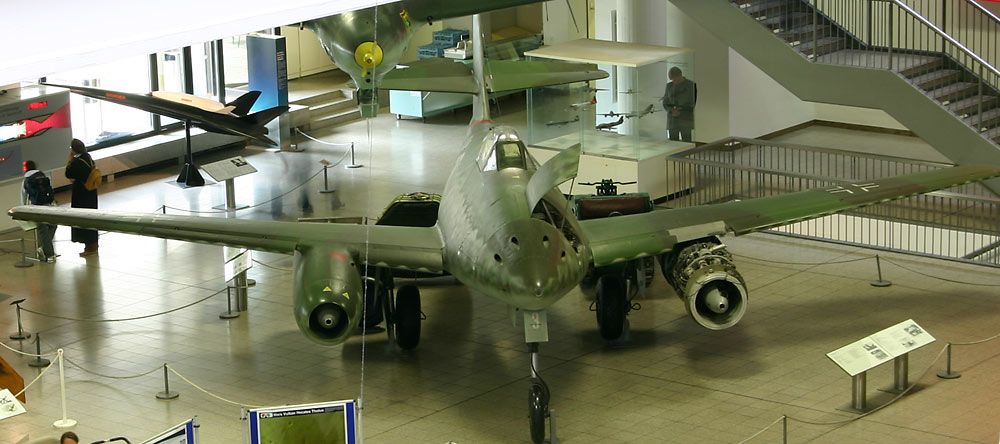
Me.262A в Немецком музее, Мюнхен

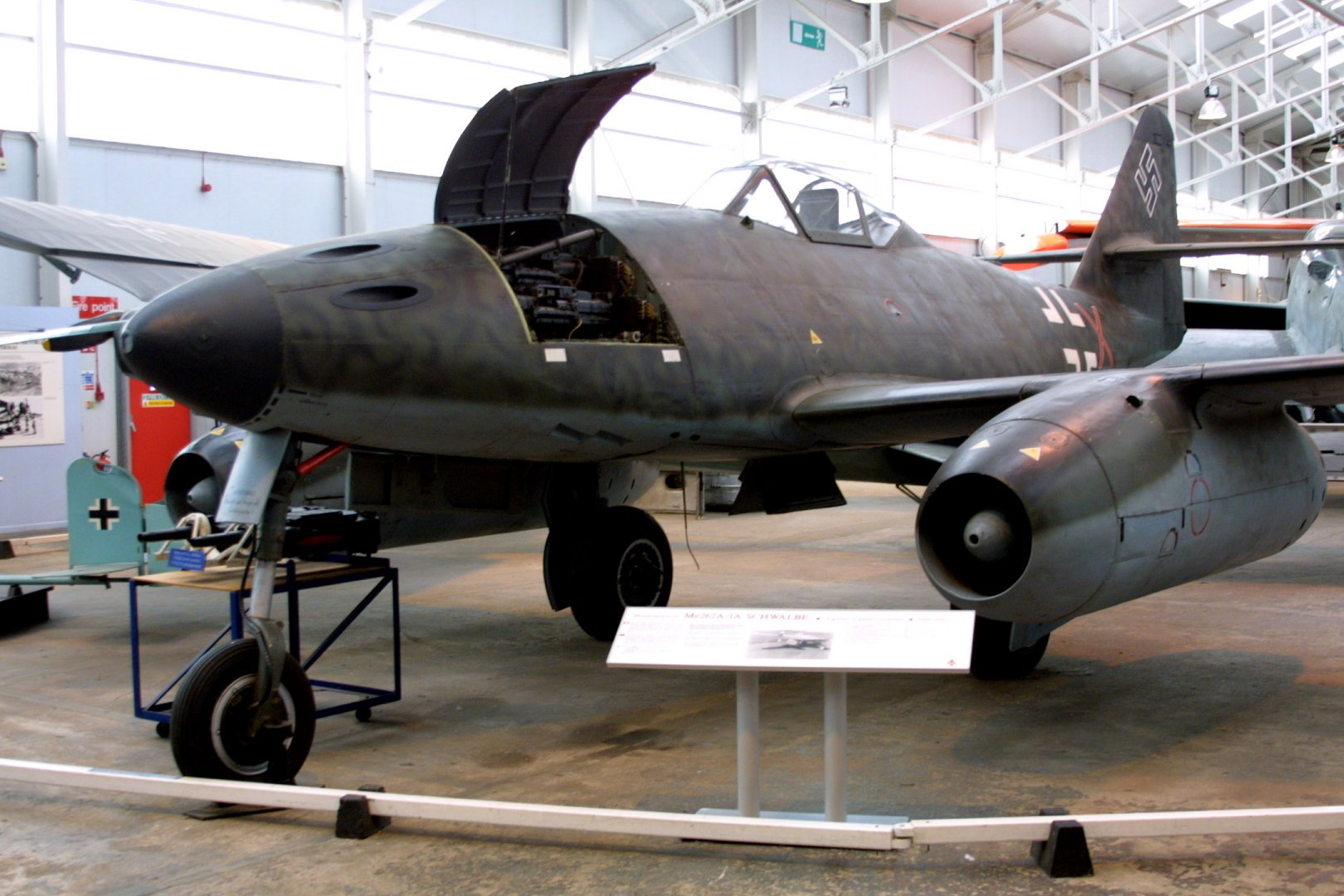
Me.262 («красный X») в музее Королевских военно-воздушных сил, филиал в Косфорде

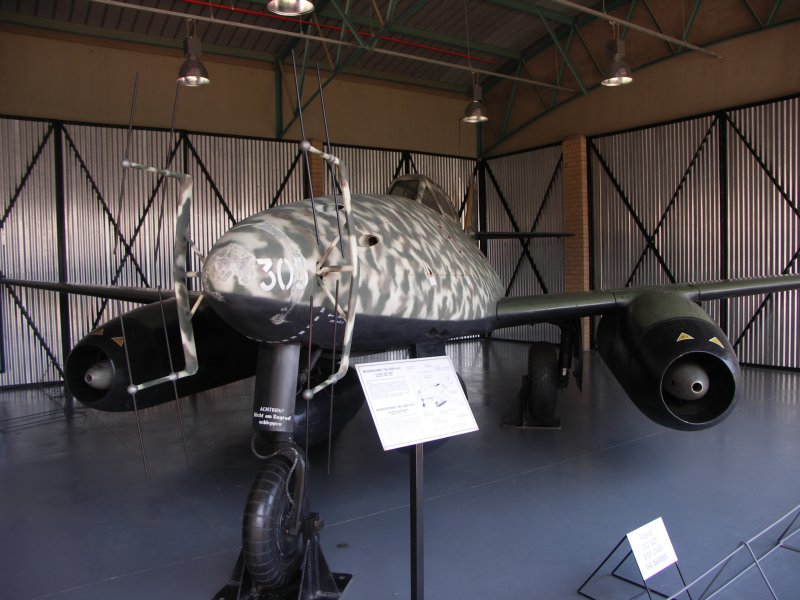
Ночной истребитель Me.262B-1a в Народном историческом музее Южной Африки. В носовой части штыревые антенны бортовой РЛС FuG 218.

- Музей Королевских Военно-воздушных сил, филиал в Косфорде (англ. RAF Museum Cosford)

Me.262A-2a, истребитель-бомбардировщик (зав. № 112372) «красный X». Принадлежал группе I истребительной эскадры JG7 «Новотны». Был оставлен при отступлении в Фассберге. 23 июня 1945 года перелетел в Фарнборо, Англия, где в дальнейшем участвовал в различных испытаниях. После завершения испытаний был передан музею.
США
- Ed Moloney’s Plans of Fame Museum, Чинно

Me.262A-1a/U3, истребитель, «белая 5».
- Национальный музей воздухоплавания и астронавтики (англ. National Air and Space Museum), Вашингтон

Me.262A-1a, истребитель (зав. № 500491), «жёлтая 7»
- Райт-Паттерсон[англ.], Огайо

Me.262A-1a, истребитель
- Военно-морские силы США

Me.262B-1a, двухместный учебно-тренировочный самолёт (зав. № 110639) «белая 35». Был отреставрирован в 1993 году в ходе работ по созданию летающей реплики Me.262C, где использовался при разработке производственной документации.
Австралия
- Treloar Centre, Канберра

Me.262A-2a, истребитель-бомбардировщик (зав. № 500200). Принадлежал группе II бомбардировочной эскадры «KG(J)51 Эдельвейс». Был захвачен английскими войсками в Фассберге 7 мая 1945 года, после чего доставлен в Фарнборо. После прохождения испытаний, в ноябре 1946 года, был доставлен в Австралию в качестве подарка британского правительства, и выставлялся в канберрском Австралийском военном мемориале (англ. Australian War Memorial). В 1970 году самолёт был передан канберрскому Treloar Centre.
Чехия
- Прага, Музей авиации. Два Ме.262: истребитель и в модификации бомбардировщика. Находятся в ангарах в прекрасном состоянии.

ЮАР
- Национальный военно-исторический музей Южной Африки (англ. South African National Museum of Military History)

Me.262B-1a/U1, двухместный ночной истребитель-перехватчик (зав. № 110305) «красная 8». Был захвачен в Магдебурге. 19 мая 1945 года самолёт перелетел в Фарнборо, и в октябре-ноябре того же года экспонировался там на выставке трофейного вооружения. После этого истребитель участвовал в различных испытаниях, а в марте 1947 года был передан в SAAF Central Air School на аэродром в местечке Dunnottar, Южно-Африканский Союз. В 1971 году, после списания, самолёт был отремонтирован и передан в музей.